# そのろく
『そのろく』は、たまのメジャー後6枚目のアルバム。1995年8月23日、自主レーベルの地球レコードより発売。メジャー1stアルバム『さんだる』以降の作品で初のインディーズからのリリース。

## 解説
このアルバムの収録曲は、放送コードなどの関係でメジャーレーベルからの発表が不可能であった曲を中心に集めたもの。
なお、本作をもって柳原幼一郎がバンドを脱退。
以後、三人での活動となる。
2009年に再発売（内容変更なし）。

## 収録曲
| #         | タイトル                       | 作詞・作曲                            | 時間  |
| --------- | ------------------------------ | ------------------------------------- | ----- |
| 1.        | 「はこにわ」                   | 柳原幼一郎                            | 3:47  |
| 2.        | 「東京パピー」                 | 石川浩司                              | 2:42  |
| 3.        | 「月食仮面」                   | 知久寿焼                              | 4:10  |
| 4.        | 「ふたつの天気」               | 滝本晃司                              | 4:17  |
| 5.        | 「あつまれ」                   | 石川浩司                              | 4:08  |
| 6.        | 「あたまのふくれたこどもたち」 | 知久寿焼                              | 4:47  |
| 7.        | 「月の光」                     | - 中原中也（作詞） - 石川浩司（作曲） | 4:46  |
| 8.        | 「だるまだまるな」             | 柳原幼一郎                            | 4:01  |
| 9.        | 「猫をならべて」               | 柳原幼一郎                            | 4:32  |
| 10.       | 「カニバル」                   | 石川浩司                              | 7:27  |
| 合計時間: | 合計時間:                      | 合計時間:                             | 44:37 |

### 曲の解説
1. はこにわ
元のタイトルは「はこには」。詞の内容は、旅路を振り返る旅人の心境といったもの。『LIVE IN NEW YORK』収録。
「夜のどん帳」や「ジャバラの夜」と曲調が似る。
TBS系ドラマ『さくらももこランド・谷口六三商店』第5話挿入歌。たまがインドの吟遊詩人4人組として出演して演奏して歌う。
2. 東京パピー
ナゴムレコード時代のLP版『しおしお』にも収録された曲。詞の後半に言語障害者への蔑称が用いられているため、メジャーレーベルからはリリース不可能であった。
3. 月食仮面
タンゴ調のリズムで構成されている曲。
「あたまのふくれたこどもたち」に対し、この歌では「頭のいびつな子ども」が登場する。
4. ふたつの天気
ミドルテンポのスウィング調の曲。本作において唯一の滝本ボーカル曲。後に、滝本のソロアルバム『空の下』でセルフカバーされた。『LIVE IN NEW YORK』に収録された。
5. あつまれ
6. あたまのふくれたこどもたち
新宗教を批判した曲。
『LIVE IN NEW YORK』に収録された。
7. 月の光
詩人の中原中也の詩「月の光　その一」「月の光　その二」に、石川が曲をつけたもの。1994年に山口市で開催された「中原中也生誕90-3年祭」実行委員会の依頼によって製作・演奏された。
8. だるまだまるな
国家主義への風刺の歌詞。幾度と無くタイトルを連呼している。曲中に柳原以外のメンバーが各自セリフを言う箇所がある（滝本→石川→知久の順）。
9. 猫をならべて
10. カニバル
本作唯一のライブ音源。非常にめまぐるしくテンポの変わる曲。
この曲の歌詞には複数の放送禁止用語が使用されており、メジャーレーベルからのリリースが不可能であった（ただしVHS「野球」には収録されている）。スタジオ録音版は、ナゴムレコードから出されたコンパクト盤レコードの『でんご』やCD『たま ナゴムコレクション』に収録されている。
ライブでは、タイトルの「カニバル」に因むと思われるカニバルを再現した賑やかしいアドリブ演奏が入り、長くなる。